# Joël Minet
Joël Minet (1953) è un entomologo francese.

## Biografia
Attualmente presso il Muséum National d'Histoire Naturelle (MNHN) di Parigi.

Fin dai primi anni ottanta ha prodotto un gran numero di pubblicazioni riguardanti la tassonomia dei Lepidoptera, andando ad indagare a fondo le relazioni filogenetiche che intercorrono tra le diverse famiglie di quest'ordine.